# Église Saint-Jacques-Saint-Christophe de la Villette
L'église Saint-Jacques-Saint-Christophe de la Villette, située 6, place de Bitche, entre le square Serge-Reggiani et la place de Joinville, dans le 19e arrondissement de Paris, est une église paroissiale catholique construite entre 1841 et 1844.

## Accès
Ce site est desservi par les stations de métro Crimée de la ligne 7 et Laumière de la ligne 5.

## Ouverture
L'église est ouverte de 8 h 30 à 19 h 45, sauf le dimanche de 9 h à 19 h et le lundi de 8 h 30 à 19 h 00.

## Histoire

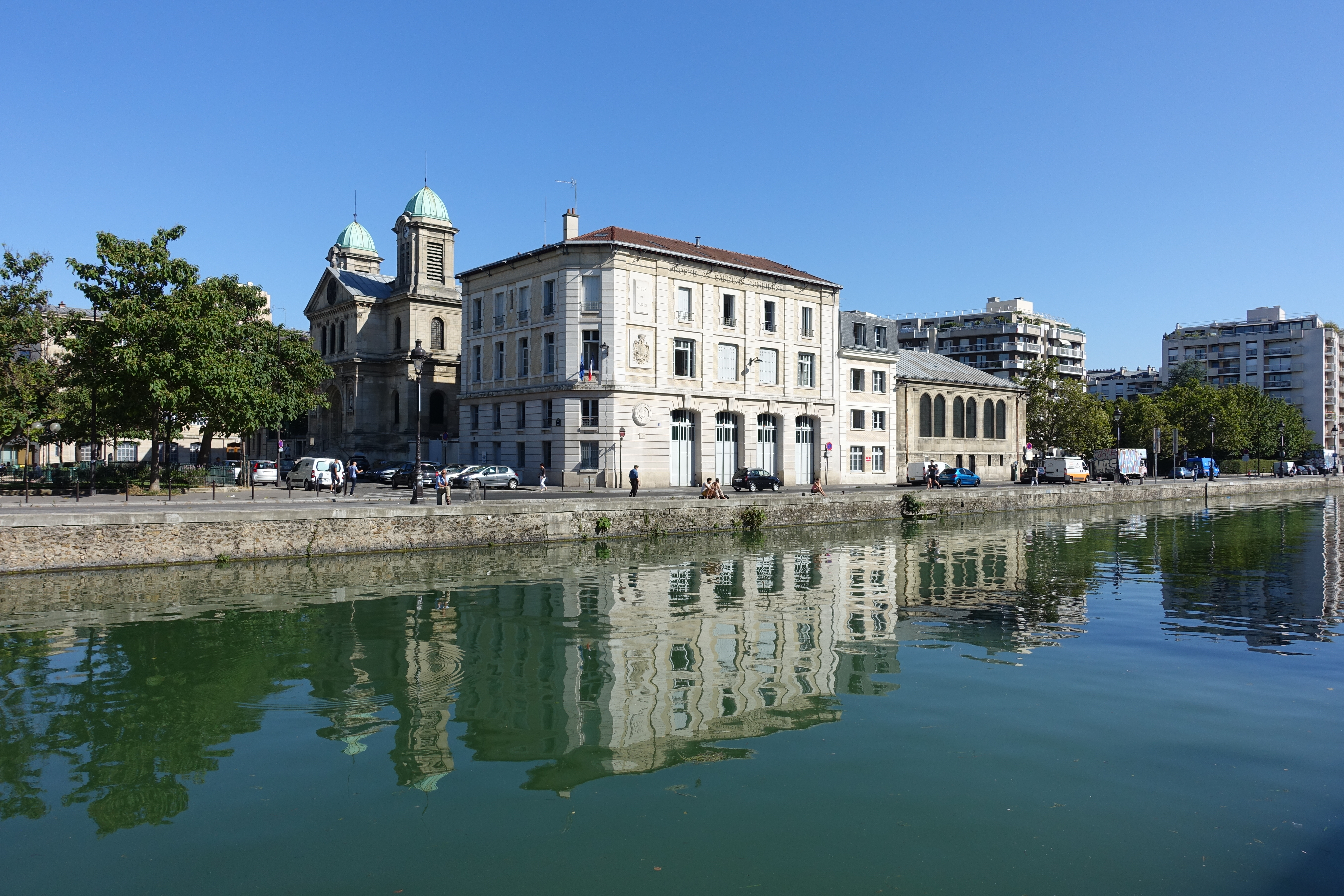
L'église avec le canal de l'Ourcq.

À la fin du XIVe siècle, l'église paroissiale de la Villette, localité agricole située dans une plaine fertile du nord-est de Paris où sont cultivés céréales, arbres fruitiers, cultures maraîchères et vignes, est construite sur l'ancienne voie romaine empruntée par les pèlerins de Saint-Jacques-de-Compostelle, reliant la capitale française aux Flandres, via Senlis et à l’Allemagne. Elle est bâtie à proximité des prisons des frères de la léproserie Saint-Lazare qui rendaient justice sur ce territoire (angle des actuelles avenue de Flandre et rue de Nantes).
L'accroissement considérable de la population au XIXe siècle, à la suite notamment du percement du canal de l'Ourcq, justifie la construction d'une nouvelle église et une ordonnance royale du 17 novembre 1837 autorise la municipalité à acquérir un terrain dans ce but. Le choix se porte sur une parcelle le long du canal de l'Ourcq et il est fait appel aux services de Paul-Eugène Lequeux (1806-1873), l'architecte de l'arrondissement voisin de Saint-Denis et concepteur de plusieurs églises, entre autres, celle de Notre-Dame-de-Clignancourt, dans le 18e arrondissement de Paris.

## Architecture

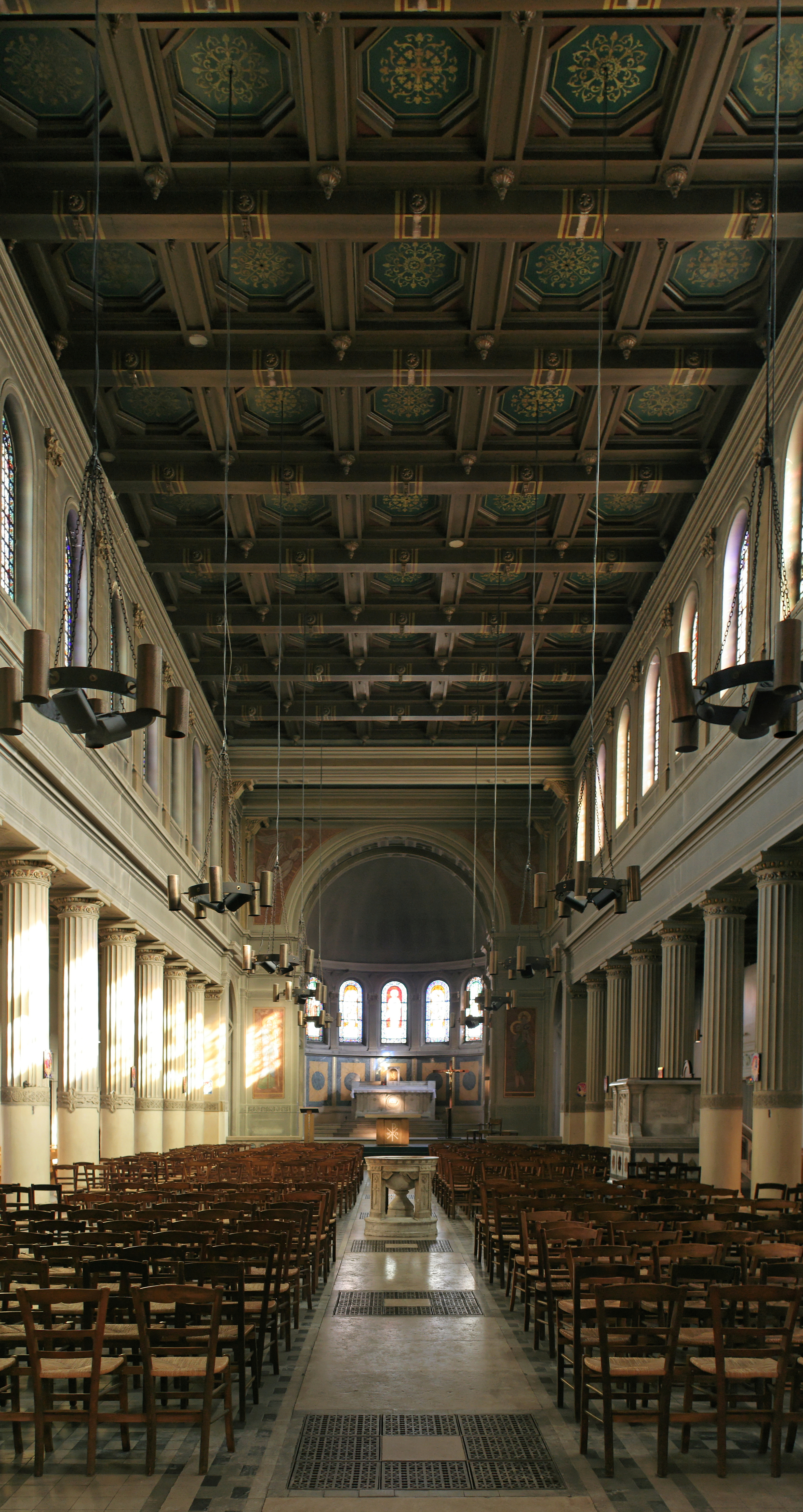
Nef.

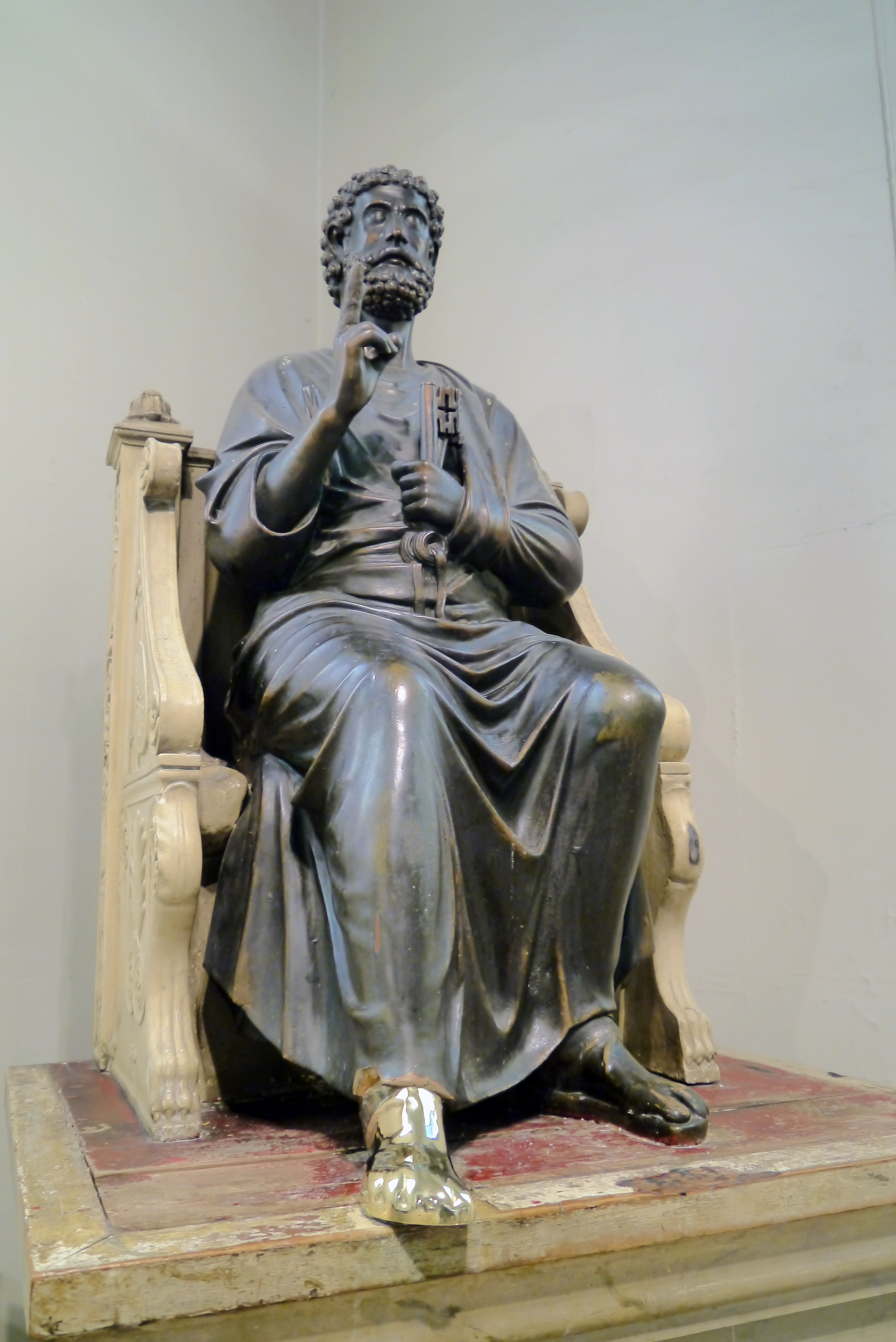
Copie anonyme de la statue de saint Pierre par Arnolfo di Cambio.

L'église est de style néoclassique, conçue selon le modèle des basiliques paléochrétiennes.
La façade est dominée par un porche, d'inspiration italienne, à 2 niveaux, entre lesquels est gravée l'inscription latine « Domus dei porta cœli venite adoremus ». Le premier niveau comporte des pilastres d'ordre corinthien et, de part et d'autre de l'entrée, deux niches abritent la statue des deux saints patrons de l'église, due à Antoine Laurent Dantan. Le second niveau est percé, en son centre, de trois baies en plein cintre et orné de pilastres d'ordre composite. L'ensemble est couronné d'un fronton triangulaire. Lors de travaux effectués en 1930, la tour orientale est supprimée et deux tours, coiffées d'une coupole en cuivre et abritant trois cloches, sont ajoutées.
La nef est séparée des bas-côtés par un alignement de colonnes doriques, cannelées dans leur partie supérieure, qui supportent une rangée de fenêtres hautes. Le vaisseau central est couvert d'un plafond à caissons en bois peint.
Le chœur est élargi de 1930 à 1933 par l'architecte Dubos.

### Éléments architecturaux et sculpturaux remarquables
- Fonts baptismaux de style Renaissance, placés au centre de la nef.
- Chaire en marbre, avec un bas-relief daté de 1844, Le Christ convertissant les nations de la terre de Dantan ainé .
- Chemin de croix en peinture sur verre, réalisé en 1988 par Arnault Ménettrier, ancien vicaire de la paroisse.
- La pierre de consécration, dans le bas-côté droit, sur laquelle sont inscrits les noms du maire de l'époque, Dominique Sommier et ceux de l'architecte, Lequeux et de Mgr Denys Affre , archevêque de Paris, tué sur une barricade du faubourg Saint-Antoine où il est venu prôner une médiation, lors des insurrections de juin 1848 . Elle fut consacrée le 27 octobre 1844 .
- Une petite statue non attribuée de saint Antoine de Padoue, une autre grandeur nature de saint Christophe portant l’Enfant Jésus.
- L’église possède l’une des copies de la célèbre statue de saint Pierre en la Basilique Saint-Pierre de Rome réalisée par Arnolfo di Cambio .
- Fresques du chœur (1930), Georges Leduc (1906-1968), représentant " Jacob" à gauche et "saint Christophe" à droite.
- Christ moderne en argent
- Une paire de bénitiers à décor de feuille de vigne.
- Les fonts baptismaux ornés des psaumes "Asperges me, Domine... ".

.

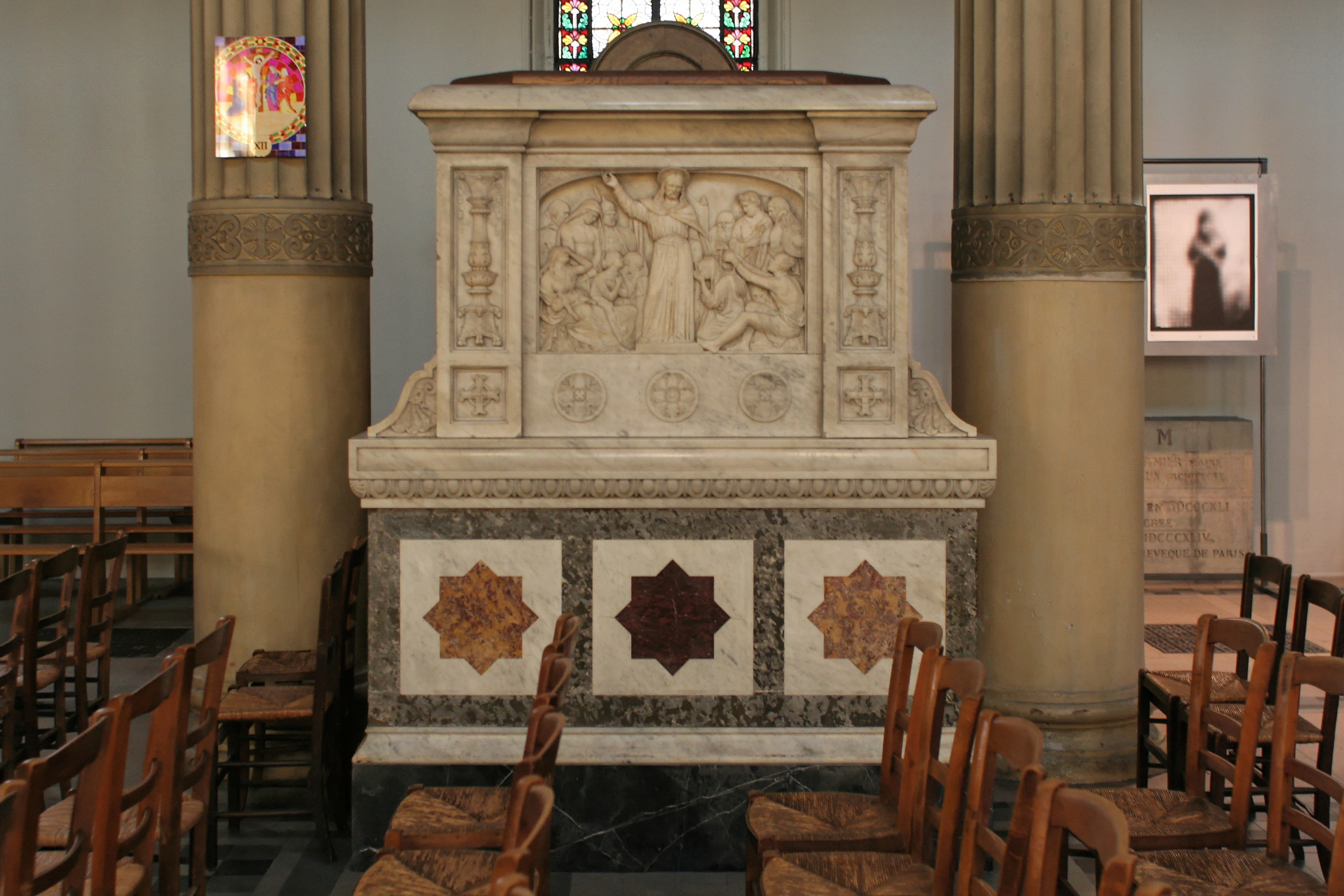
Chaire.
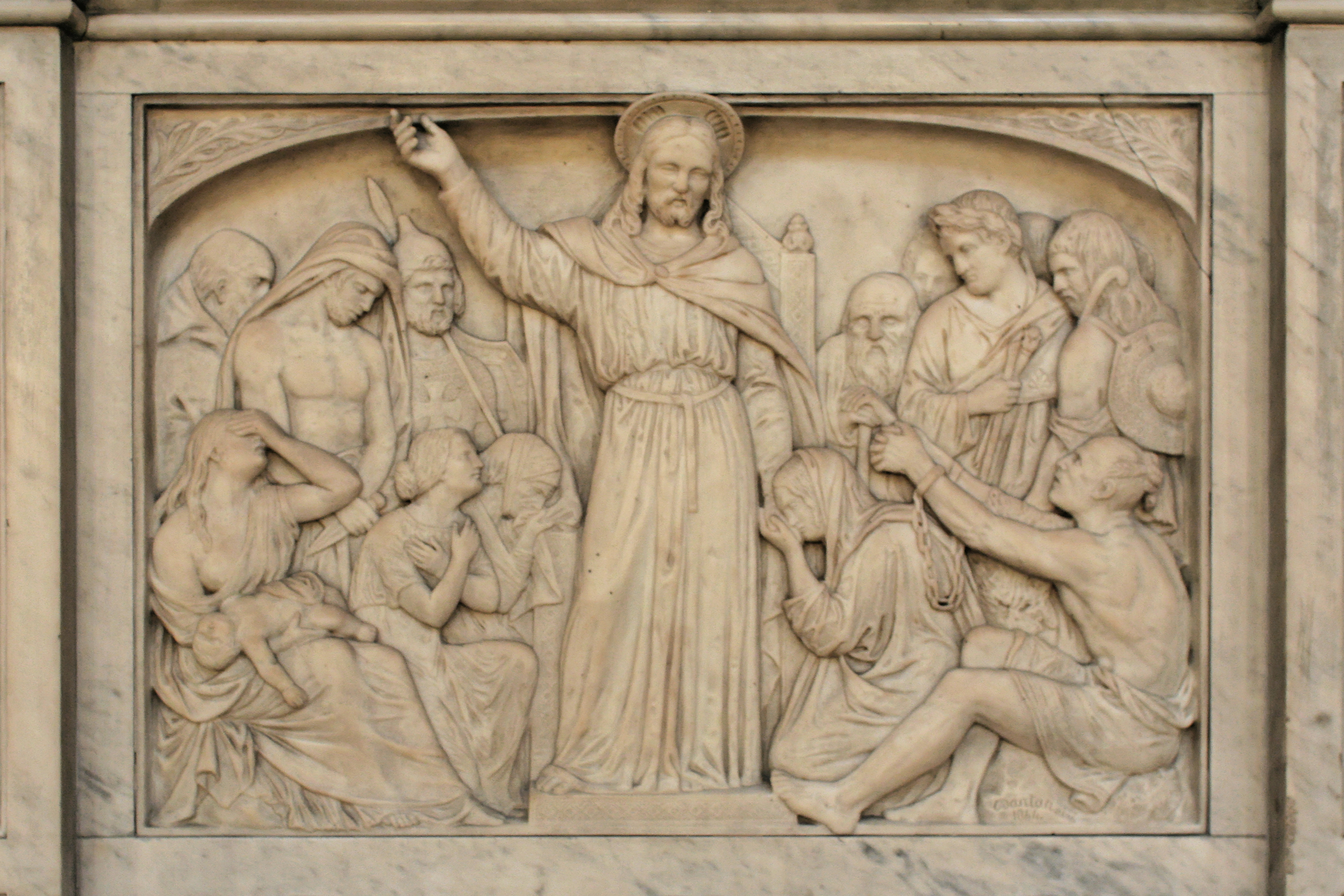
Bas-relief de la Chaire, 1844.
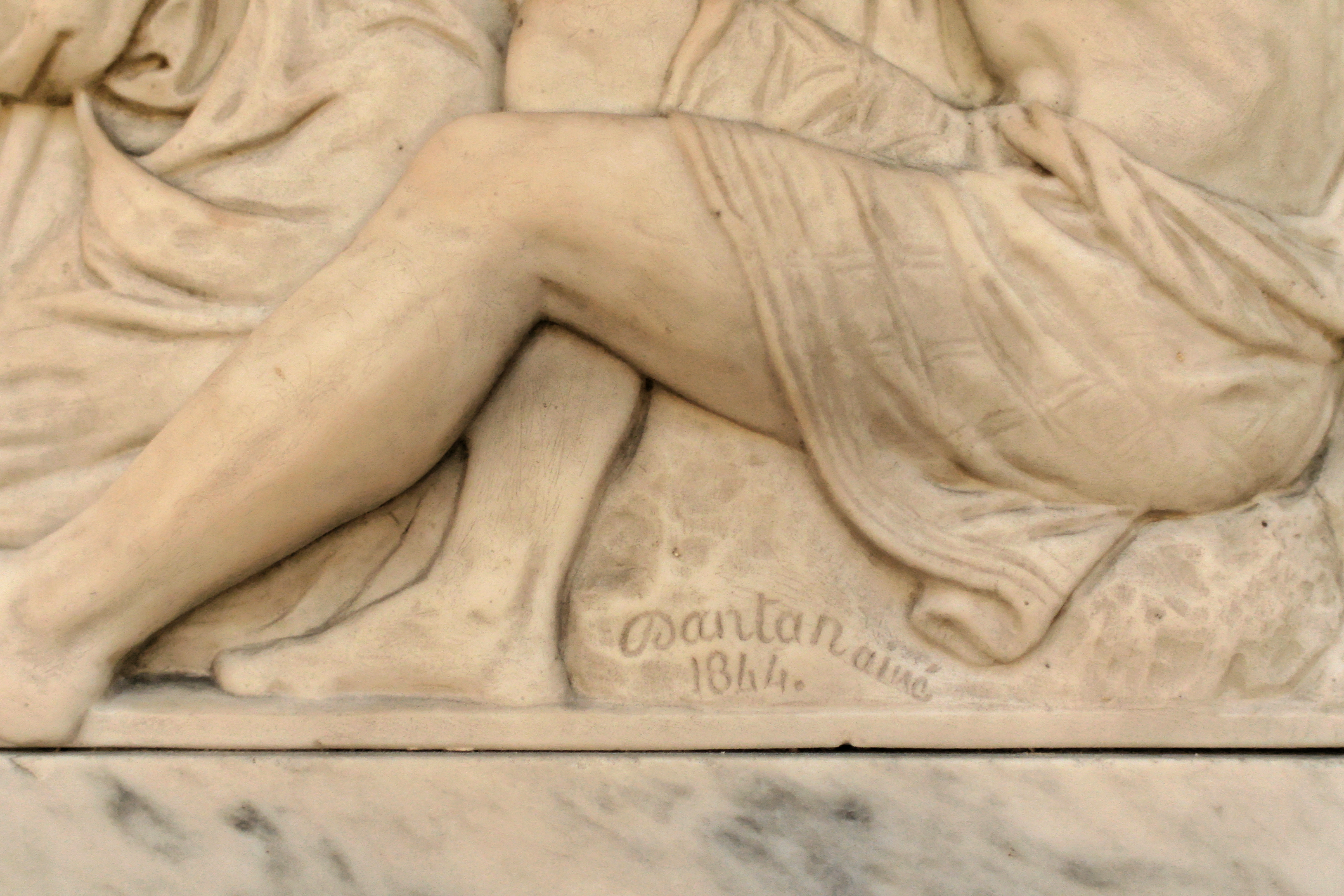
Date et Signature du Bas-relief.
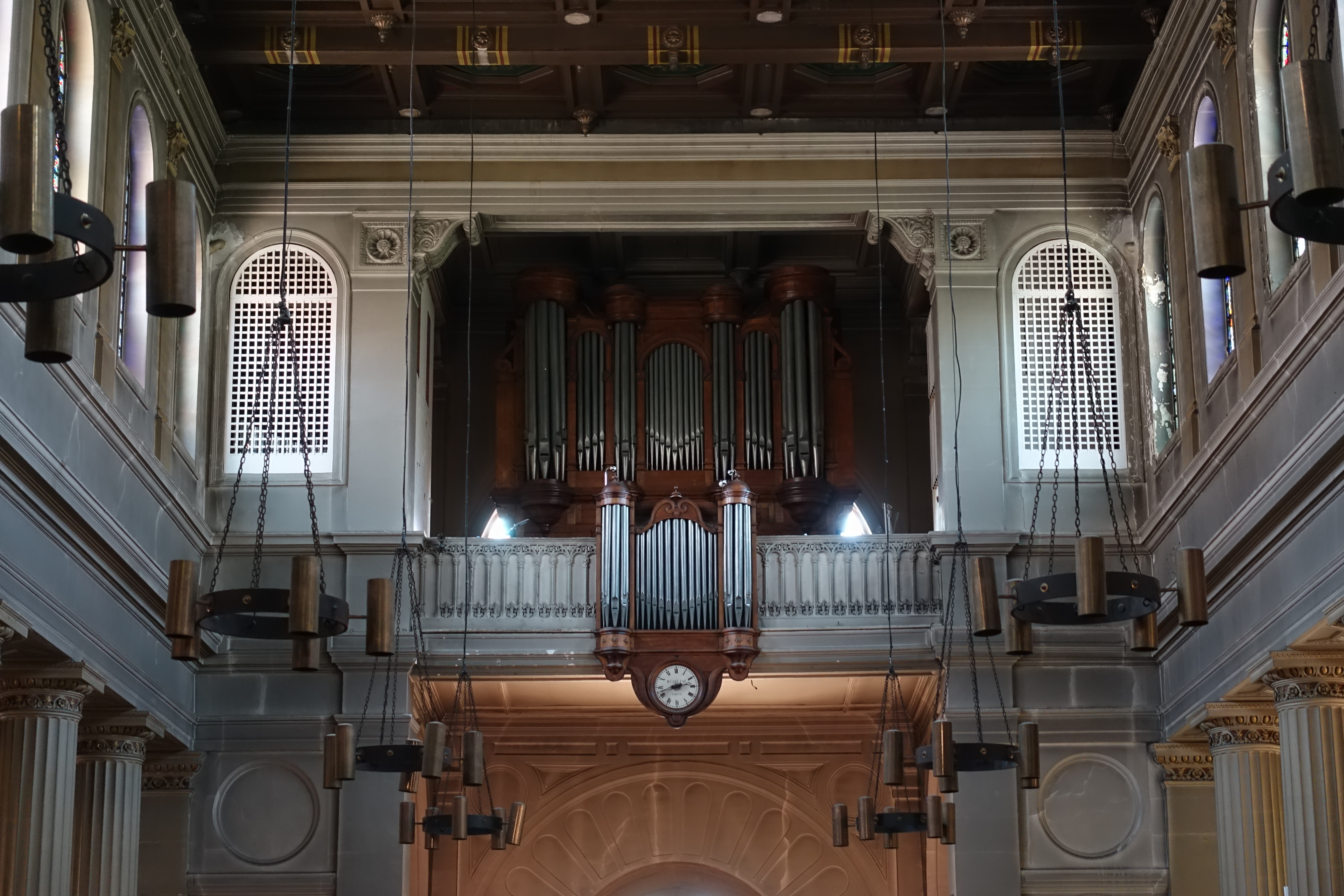
Orgue.
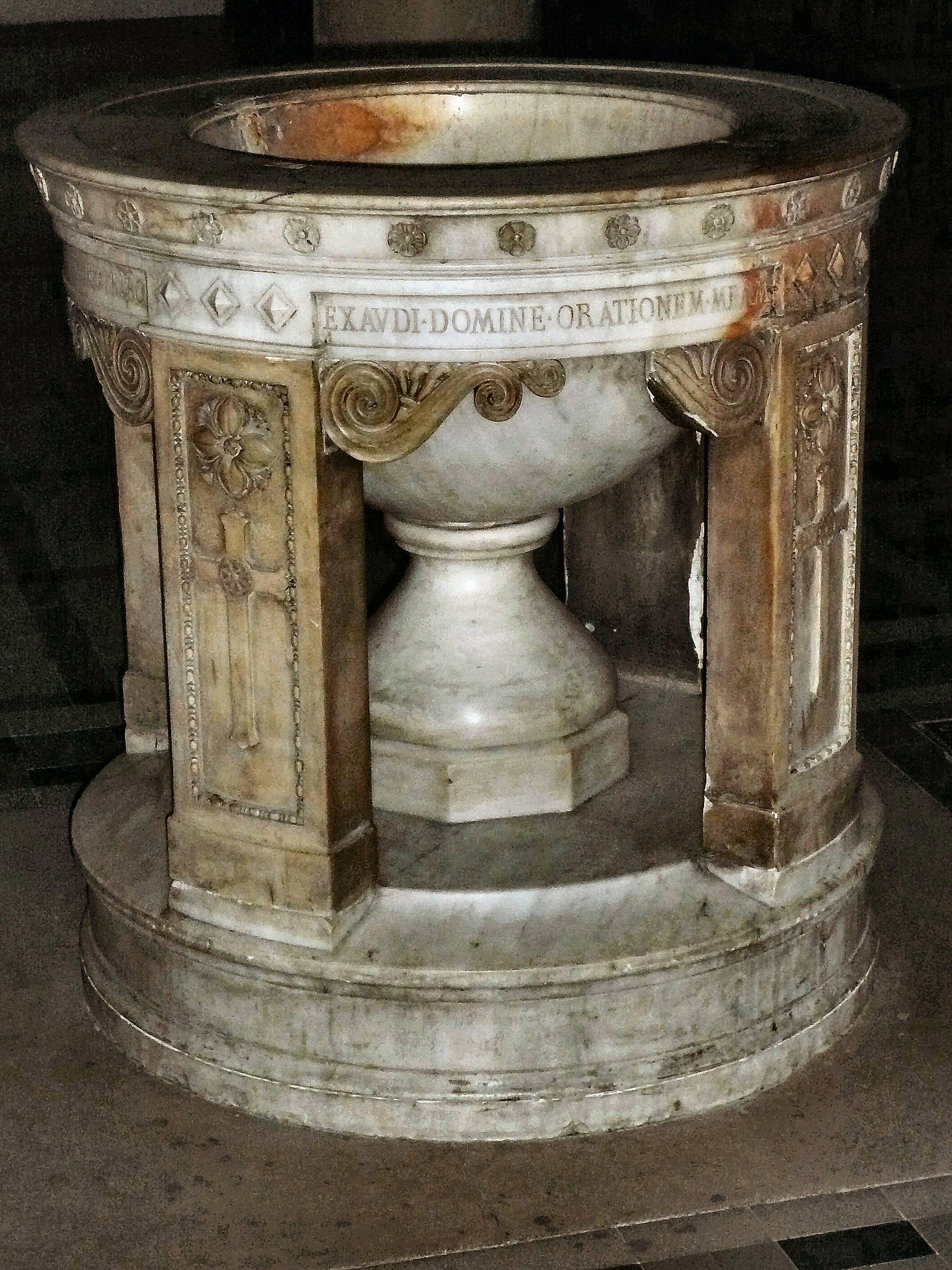
Fonts baptismaux.
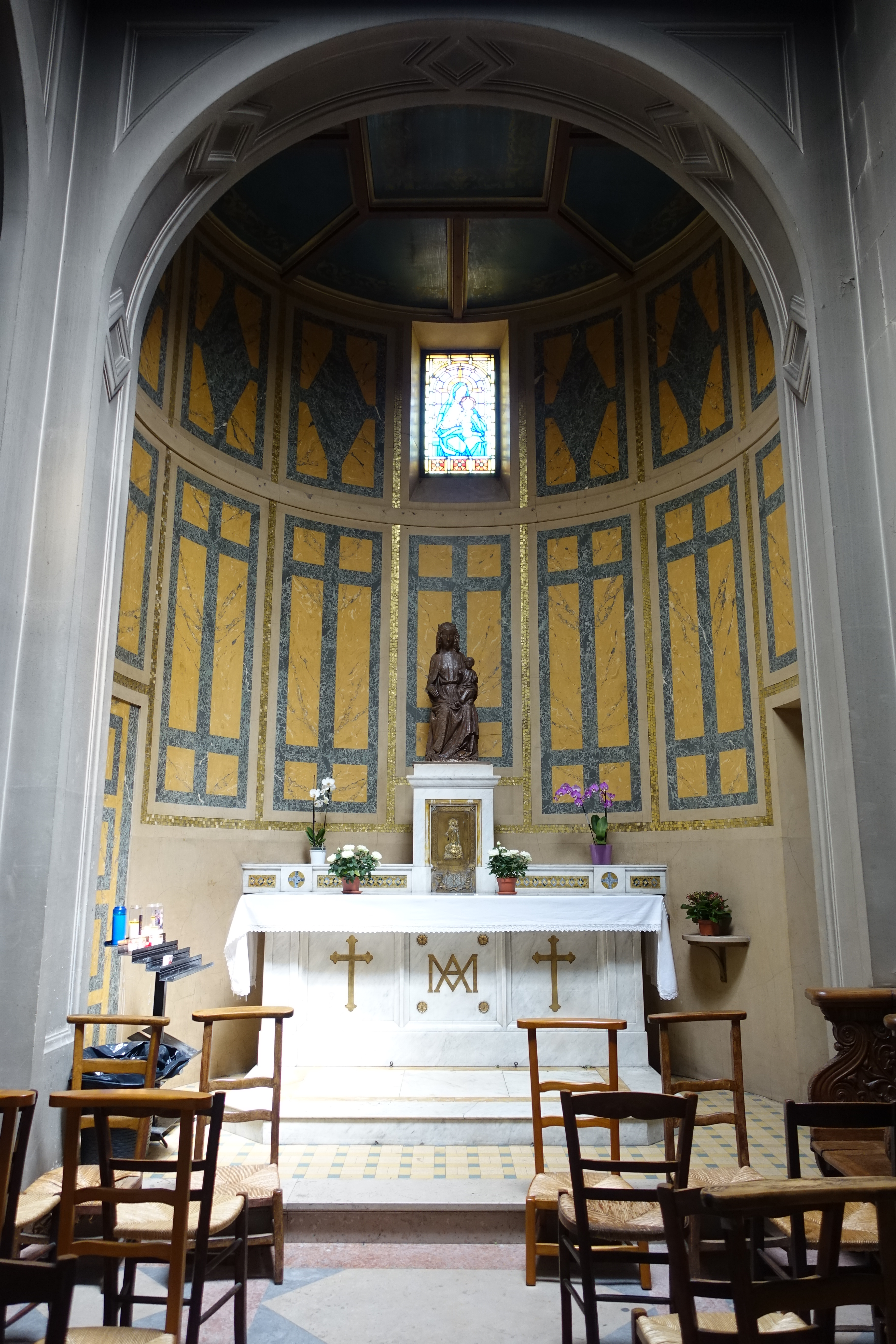
Chapelle de la Vierge dans l'abside sud.
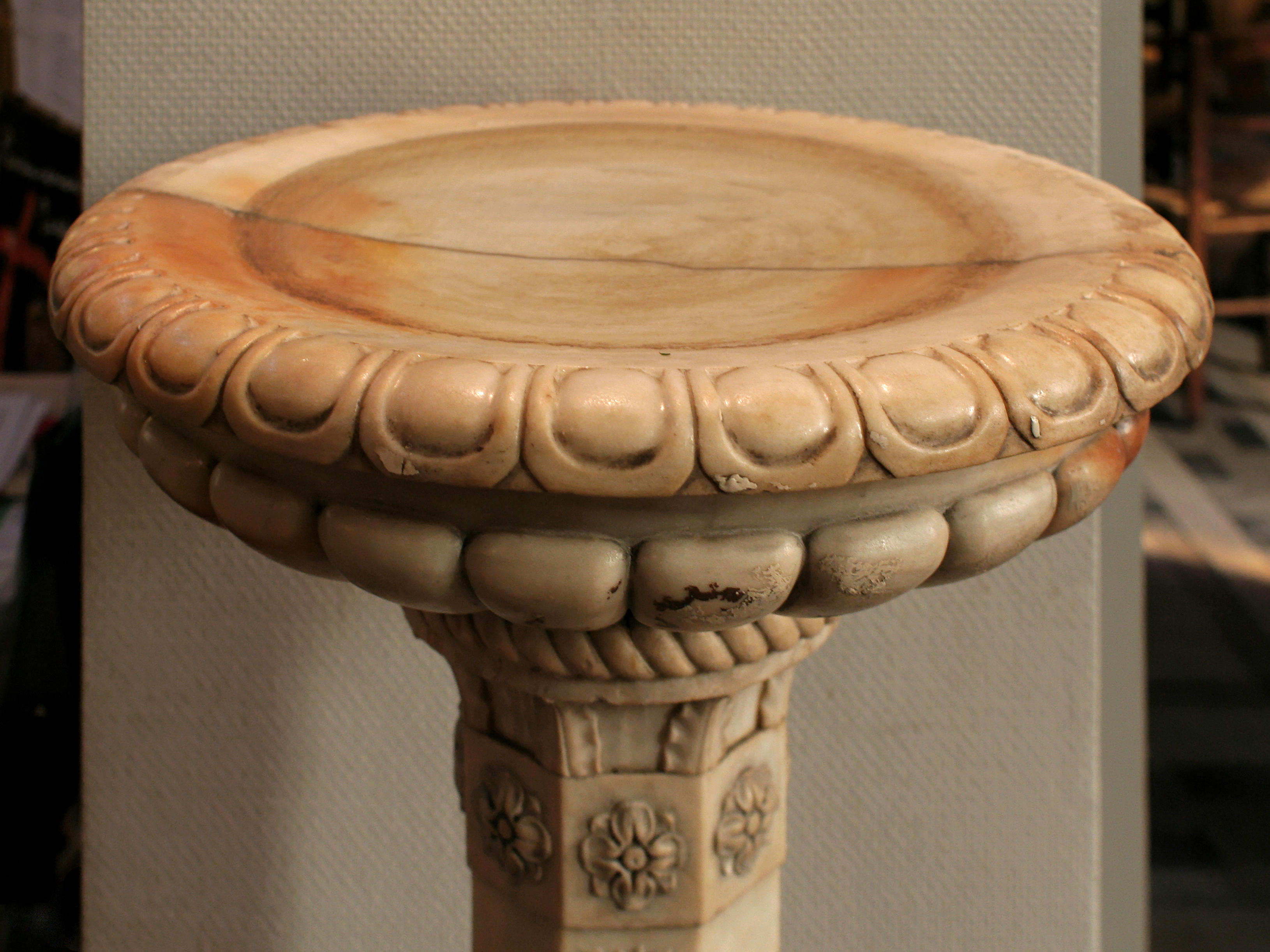
Bénitier.
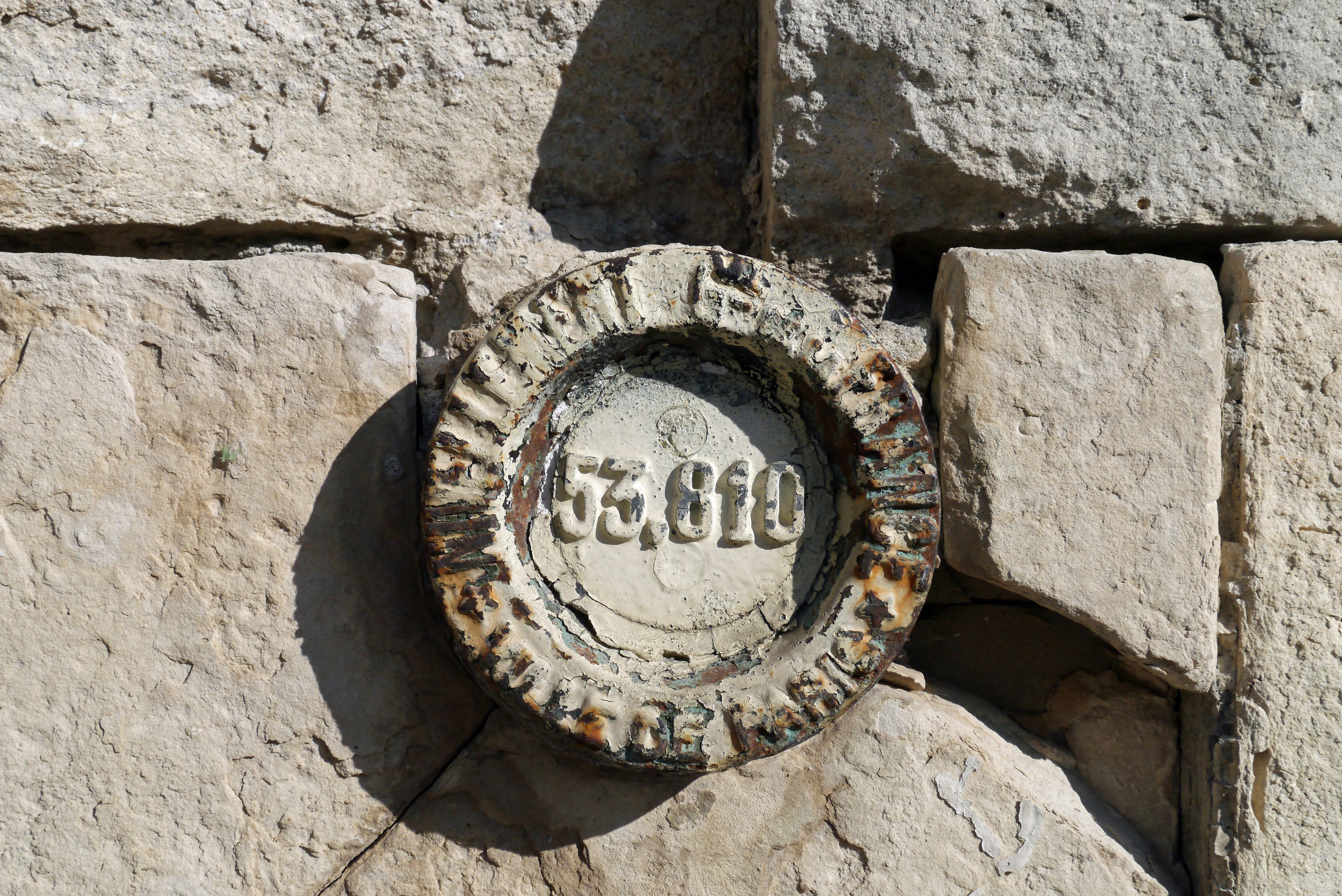
Repère de nivellement.

### Vitraux
L'abside du chœur comporte sept verrières de l'atelier Champigneulle représentant Jésus ressuscité entouré de deux anges thuriféraires, tous trois sur fond rouge ; de Saint Jacques et Saint Christophe sur fond vert ; de Saint Paul et Saint Pierre sur fond bleu. La verrière centrale porte la signature « Ch. Champigneulle 1921 ».

Vitraux du chœur
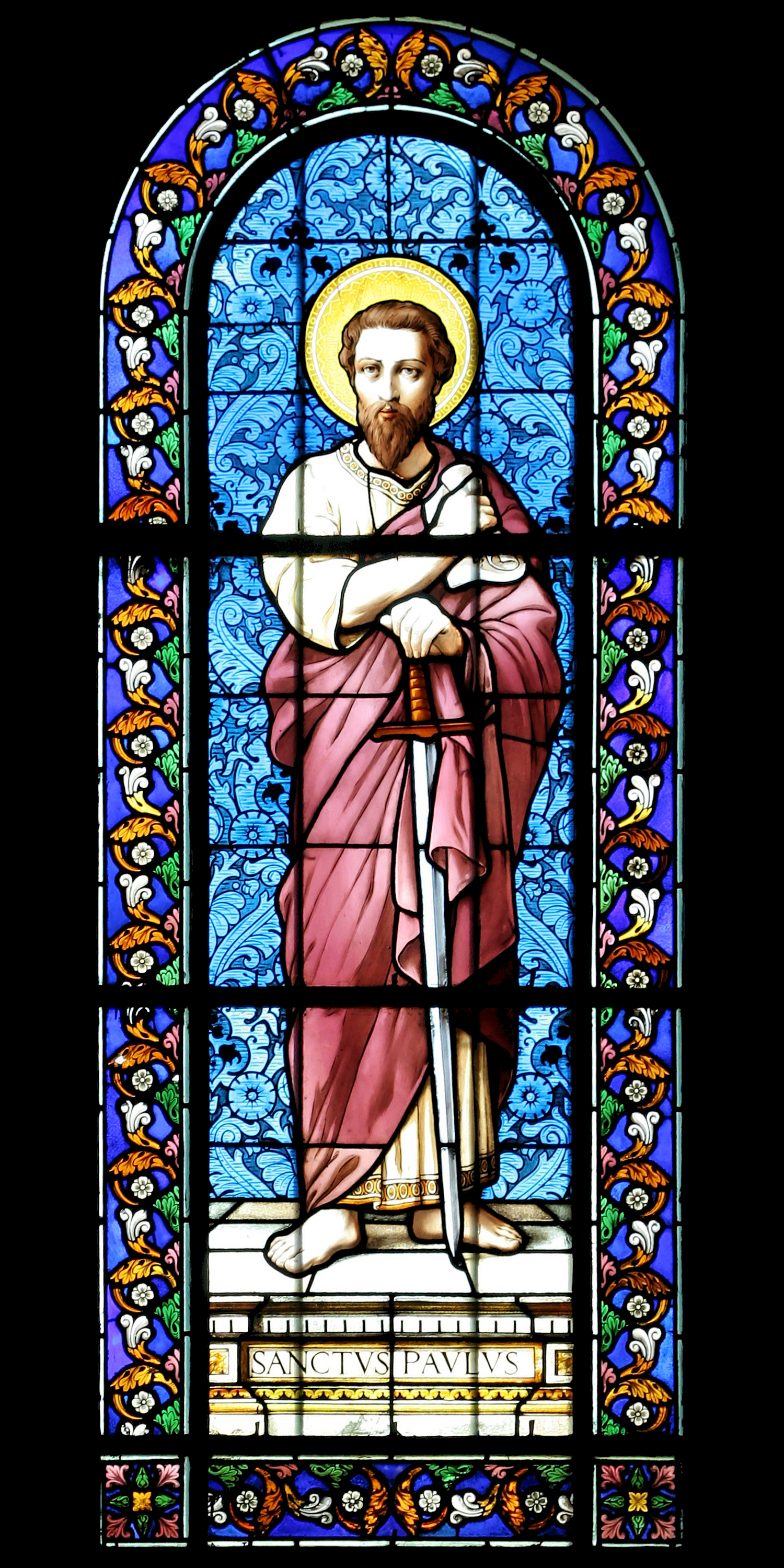
Saint Paul.
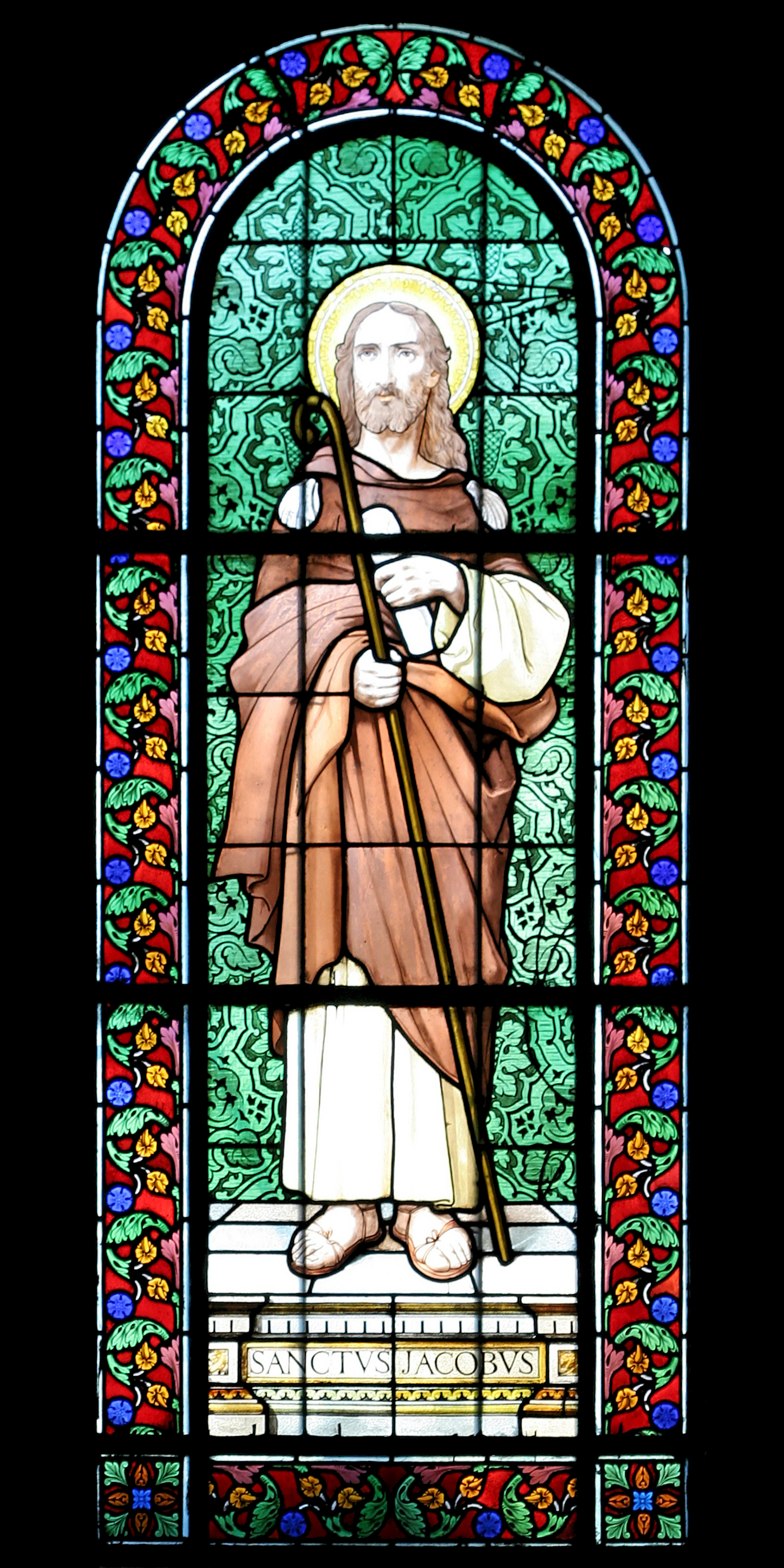
Saint Jacques.
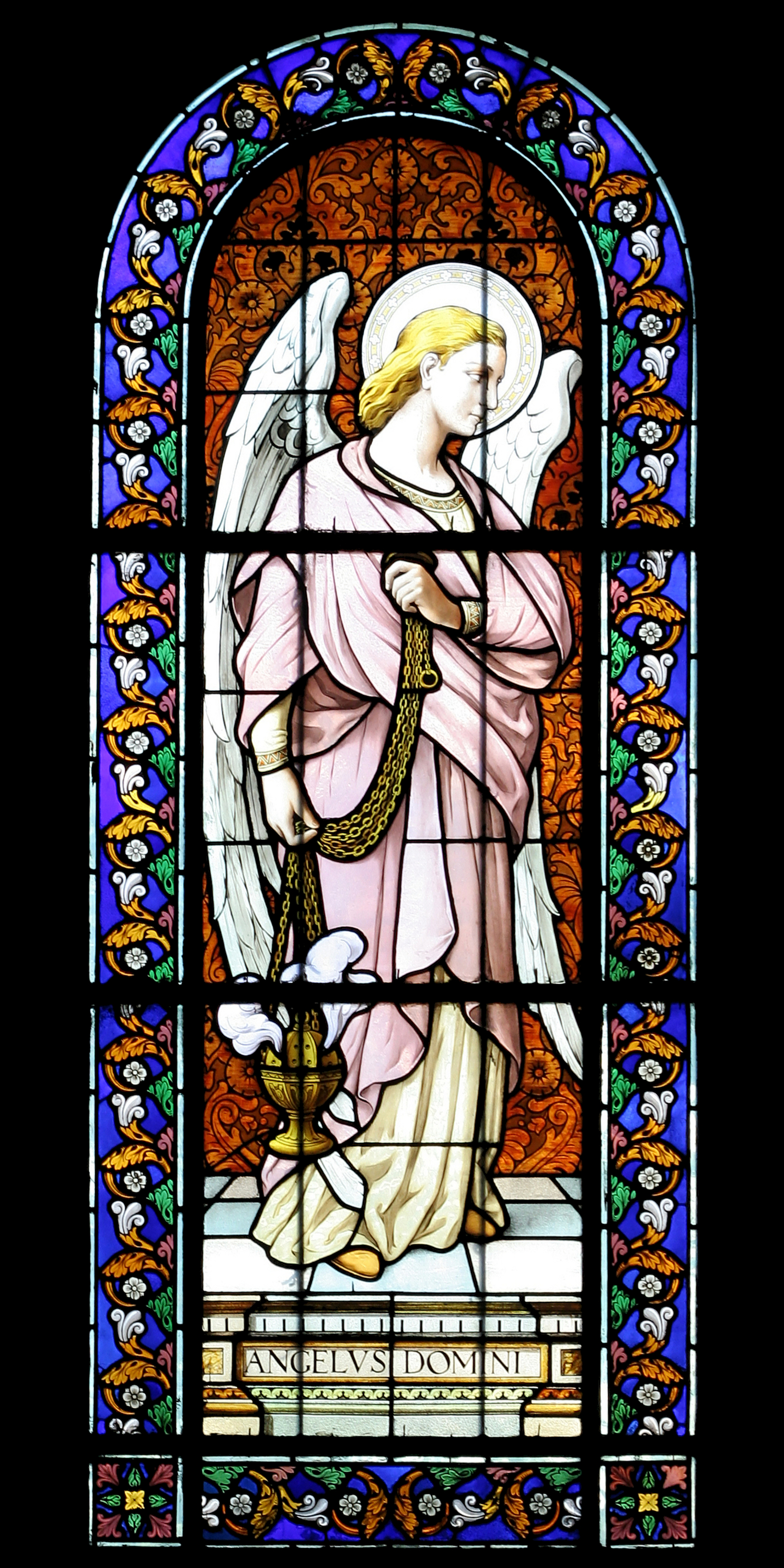
Ange du Seigneur.
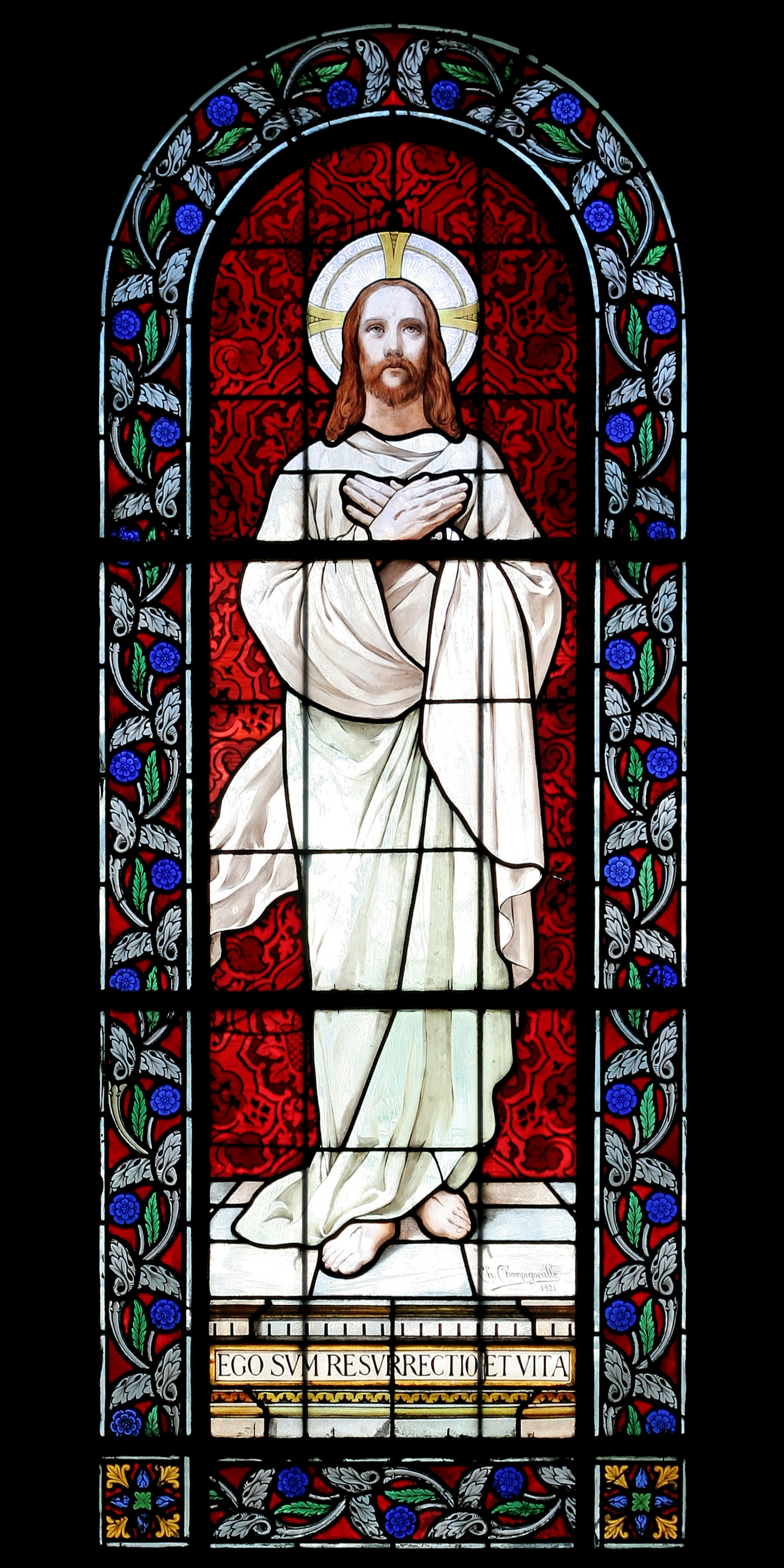
Jésus ressuscité.
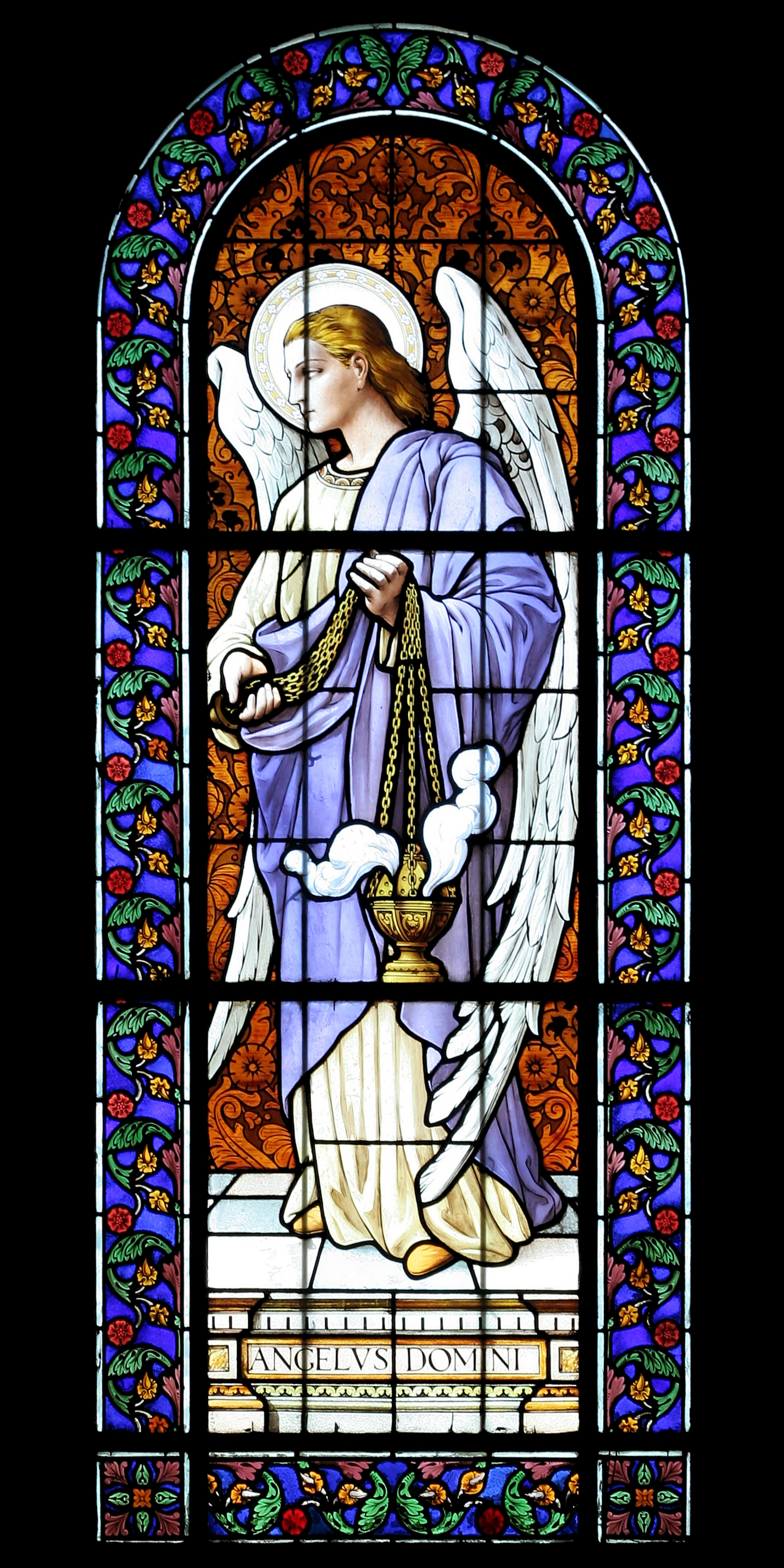
Ange du Seigneur.
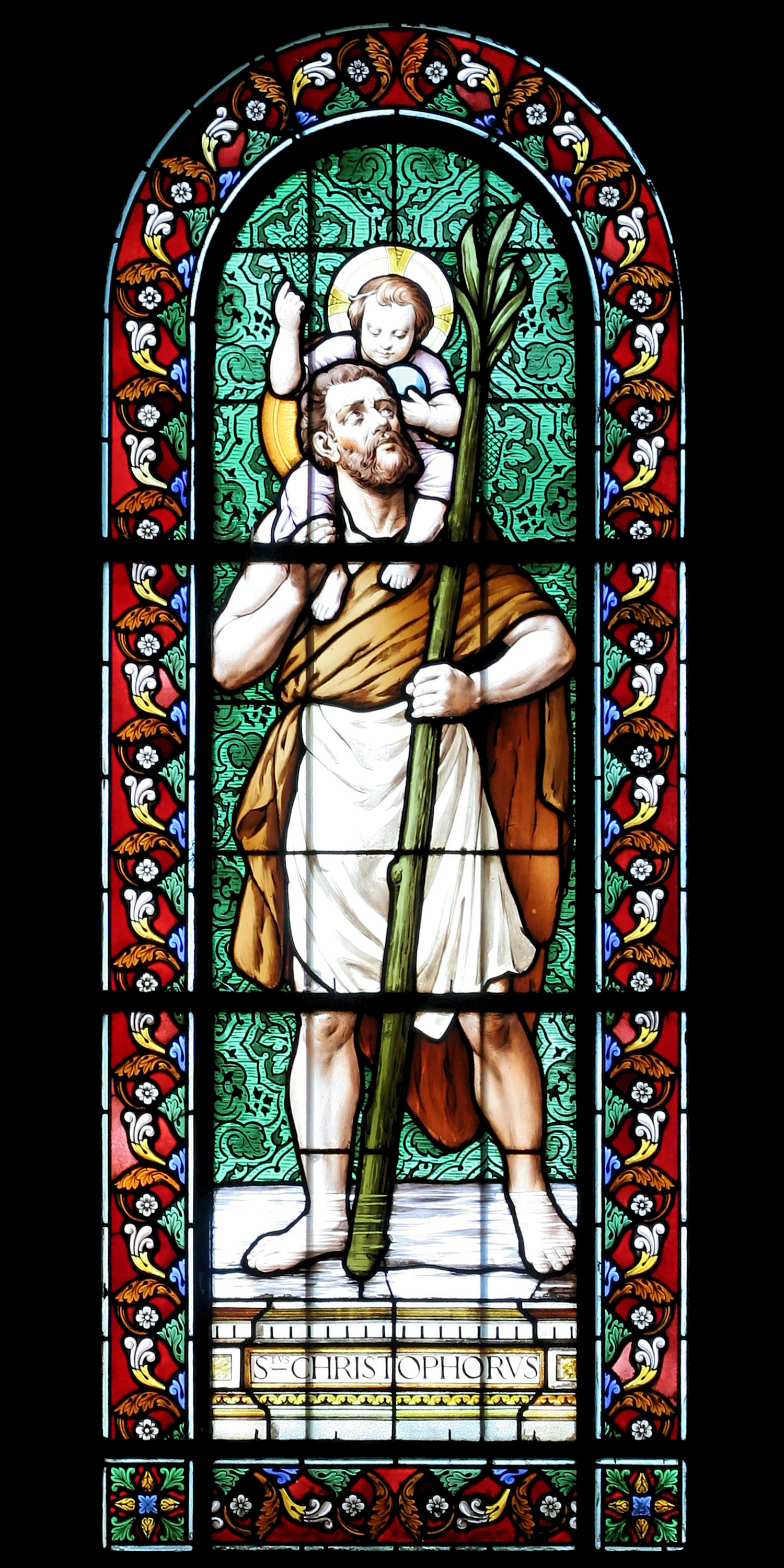
Saint Christophe.
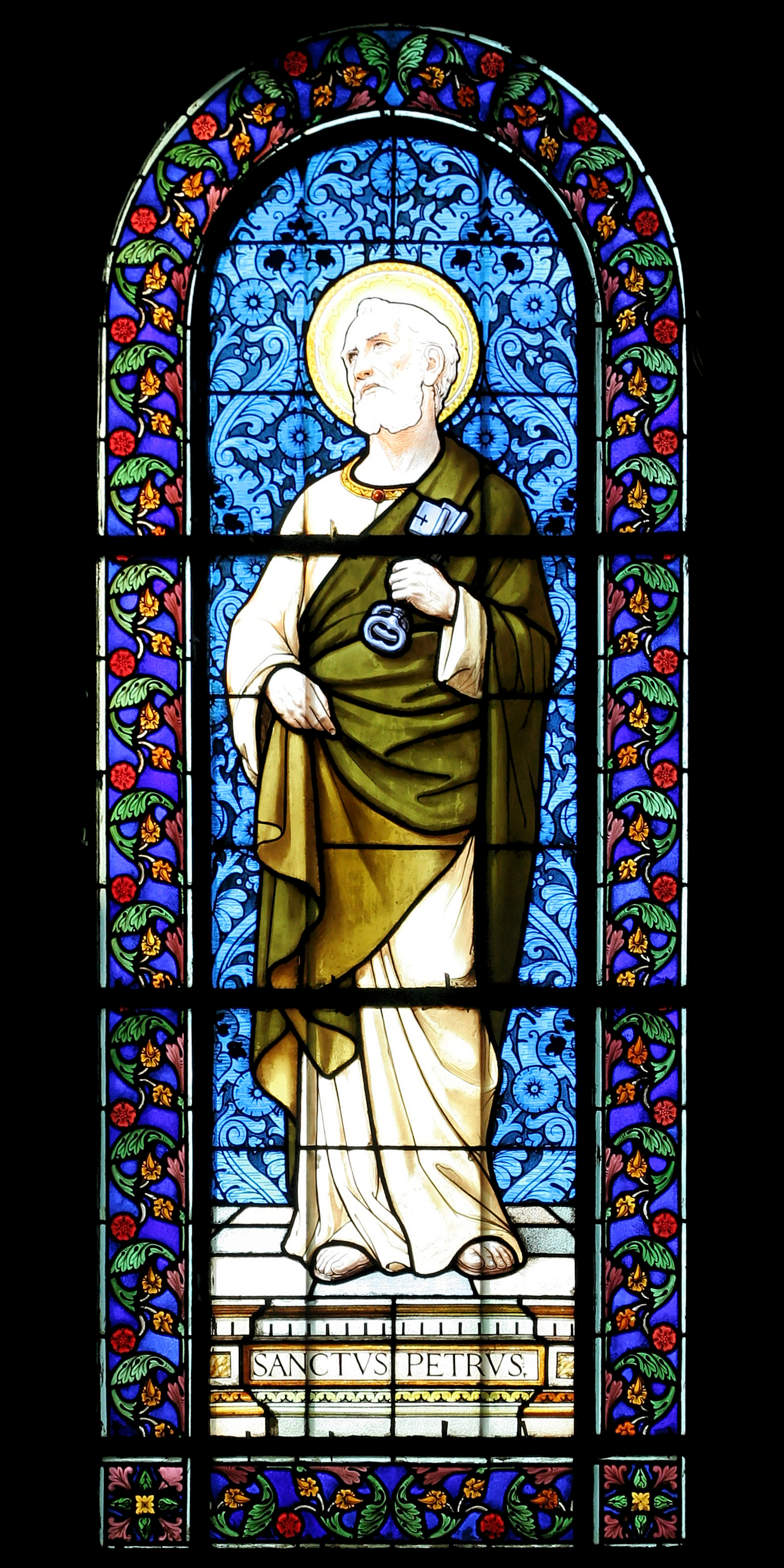
Saint Pierre.

### Mobilier liturgique
- Autel et ambon mis en place en 2001. Sortis des ateliers d'art liturgique Chéret, ils sont ornés de mosaïques signées Cécile Bouvarel.

### L'orgue
L'orgue actuel a été construit par le facteur d'orgue Suret en 1860, restauré par les facteurs Charles Mutin en 1900, Michel - Merklin & Kuhn entre 1942 et 1945. Il électrifie la transmission des notes et applique le système pneumatique à celle des jeux. La firme Danion-Gonzalez en 1983, remplacera les transmissions pneumatiques par des moteurs électriques. 
Bernard Dargassies de 1998 à 2002 reconditionne totalement la console et agrandit l'instrument avec, en particulier, l'installation du 3e clavier (prévu par Merklin & Kuhn, mais pas réalisé). Ce clavier "solo" dispose en particulier d'un brillant Tuba Mirabilis 16, 8 et 4 (à diffusion sonore horizontale) et un grand cornet neuf de 5 rangs. Cette tranche de travaux a donné lieu à une restauration totale puisque les sommiers existants ont été remis à neuf et les buffets entièrement restaurés (Grand Orgue et Récit) et créé (Solo).

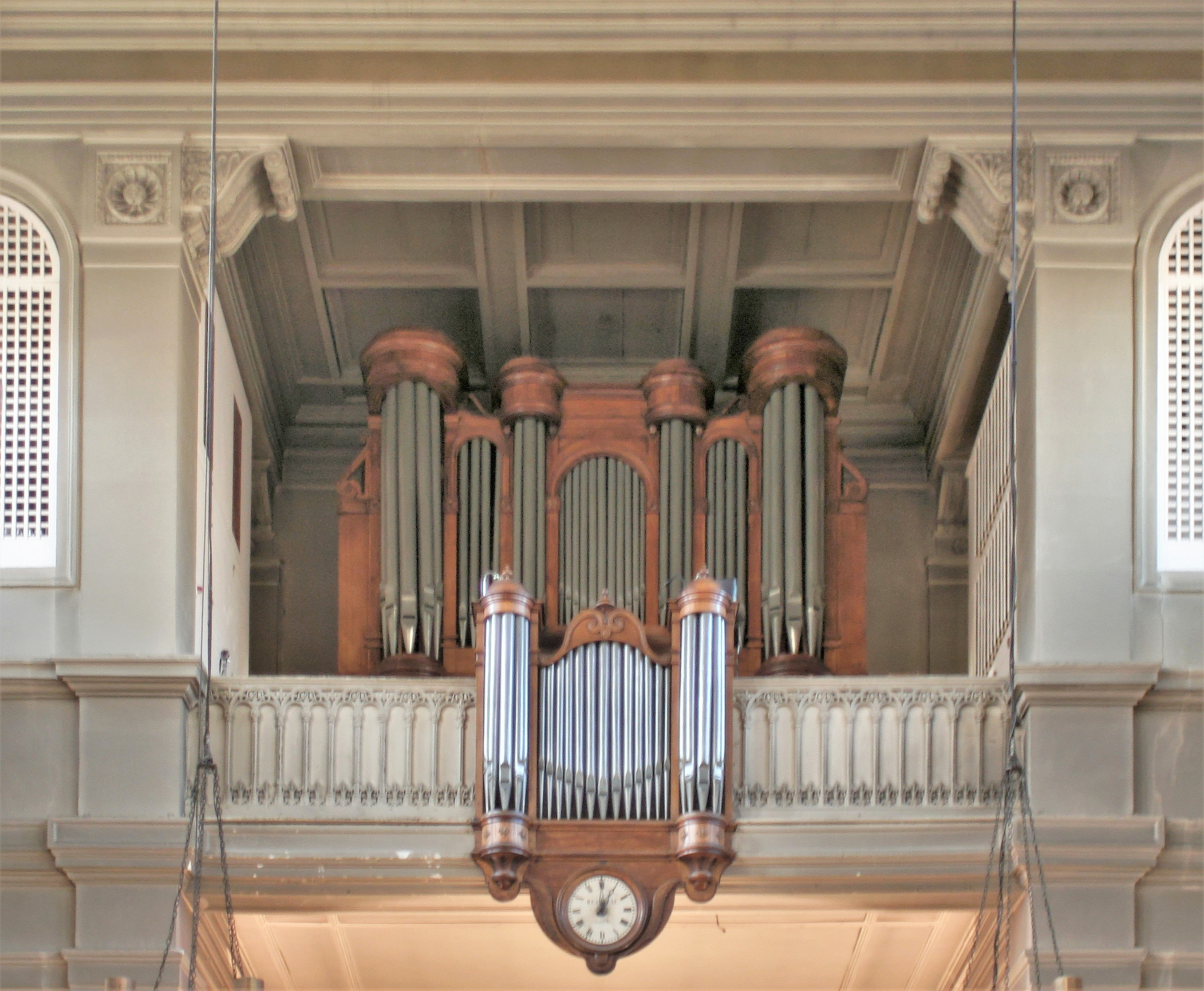
L'orgue avant la suppression des grilles latérales.
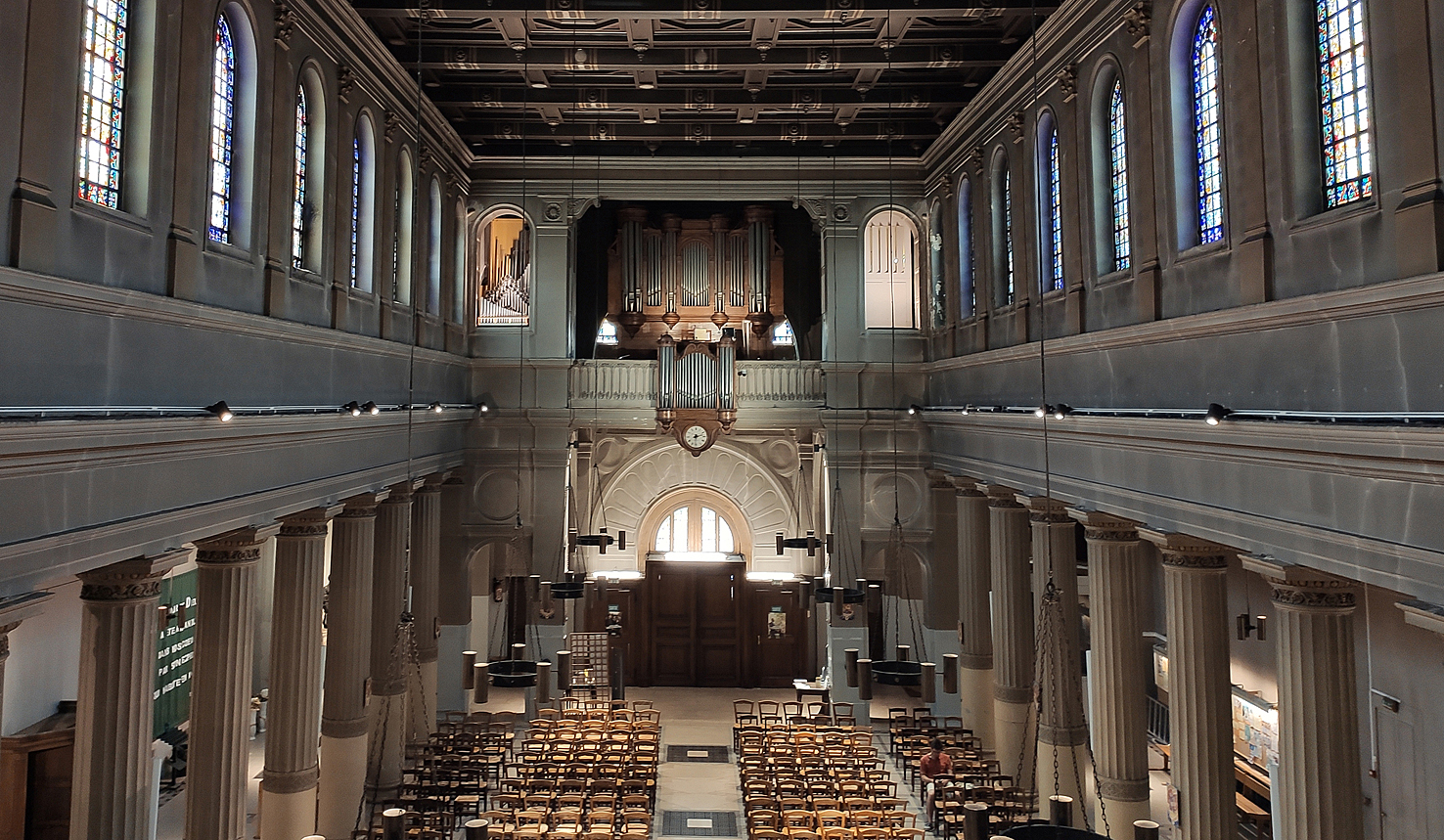
Le grand orgue avec, à gauche, le Tuba Mirabilis.

La console comporte 3 claviers de 56 notes et un pédalier de 32 notes pour 53 jeux. Les transmissions sont électriques, avec combinateur électronique et séquenceur (512 combinaisons).
- Tirasses : Grand-Orgue, Récit, Solo 8 &4
- Accouplements: Récit/G.O. 1,8,4 - Solo/G.O.8 - Récit/solo 8 - Solo unisson: off - Récit 16,4 - Récit unisson:off
- Clavier "Récit" expressif jalousies double séquence
- Crescendo général
- Tutti

Grand-orgue
« Clavier I » -  Bourdon 16 / Montre 8 / Bourdon 8 / Salicional 8 / Flûte harmonique 8 / Prestant 4 / Flûte douce 4 / Doublette 2 / Plein-jeu III / Cornet V /  Tuba 8 / Trompette 8 / Clairon 4
Récit
« Clavier II »  -  Flûte traversière 8 / Viole de gambe 8 / Voix céleste 8 / Cor de nuit 8 / Flûte 4 / Nazard 2 2/3 / Flageolet 2 / Tierce 1 3/5 / Plein Jeu III / Trompette 8 / Basson-Hautbois 8 / Voix humaine 8 / Tremolo
Solo
« Clavier III » / Flûte majeure 8 / Flûte solo 4 / Octavin 2 / Larigot 1 1/3 / Fifre 1 / Clochette 2/3 / Grand cornet V / Cornet V / Douçaine 16 / Cromorne 8 /  Tuba Magna 16 / Tuba Mirabilis 8 /  Tuba Clairon 4 / + Tremolo
Pédale
« Clavier » - Soubasse 32 /  Flûte 16 (1re octave numérique) /  Soubasse 16 / Quinte 10 2/3  / Flûte 8 / Basse 4 / Tierce 6 2/5 / Flûte 4 / Cornet 2’  V  / Contre-Bombarde 32 (1re octave numérique) / Bombarde 16 /  Douçaine 16 /  Trompette 8 / Tuba 8 /  Clairon 4

#### Organistes titulaires
- Robert Chelle, organiste titulaire du 1er janvier 1938 au 31 décembre 1968
- Guy Didier est l'organiste titulaire depuis le 1er janvier 1969 .

## Curés
- De 1802 à 2015, les curés ont été :   1802-1804 : Vedastus Margarita / 1804-1840 : Ludovic Roussel / 1840-1848 : Pierre Savornin / 1848-1851 : Casimir Leberthais / 1851-1858 : Jean B. Choque /  1858-1862 : Jean Louvrier / 1862-1882 : Alexandre Cambier / 1882-1887 : Honoré Brisset / 1887-1889 : Eugène Pousset 1889-1896 : Jules Le Clerc  / 1896-1901 : Auguste Arnal / 1901-1921 : Paul Montezun / 1921-1933 : Émile Batisse / 1933-1941 : Ludovic Soutif / 1941-1949 : Albert Machuel / 1949-1955 : Georges Le Meur / 1955-1966 : Raymond Sol / 1966-1972 : Pierre Chevallier / 1972-1978 : René Huret / 1978-1988 : Michel Pollien , devenu ensuite évêque auxiliaire de Paris / 1988-1996 : Michel Mombert / 1996-2004 : Alexis Bacquet / 2004-2005 : Bernard Cattenoz / 2005-2015 : Bernard Queruel / 2015-2021 : Christophe Hermanowicz.

- En 2023 les curés sont : P. Stanislas Stawicki : mardi 17h-19h / P. Marcelin Nlend Ade : jeudi 17-19h / P. Pierre Koffi : vendredi 17h-19h.

## Sources bibliographique
- Emmanuelle Bordure-Auffret, « L'église Saint-Jacques-Saint-Christophe-de-la-Villette à Paris », Minute d'histoire de l'architecture moderne, bulletin numérique du GHAMU, n° 4, avril 2021.
- Aline Dumoulin, Alexandra Ardisson, Jérôme Maingard et Murielle Antonello (préf. Pierre Rosenberg, photogr. Saydou-Bernard Tall), Paris d'église en église, Paris, Massin, coll. « Reconnaître », 2008, 399 p. (ISBN 978-2-7072-0583-4 et 2-7072-0583-4, BNF 41185584, présentation en ligne)
- Jean-Louis Coignet,  Saint-Jacques Saint Christophe Paris XIX, le Grand Orgue, bulletin de la paroisse novembre 2001.